# Eucereon
Eucereon is een geslacht van vlinders van de familie spinneruilen (Erebidae).

## Soorten
- E. abdominalis Walker, 1855
- E. aeolum Hampson, 1898
- E. alba Druce, 1894
- E. albinota Dognin, 1910
- E. albitorna Dognin, 1912
- E. amadis Schaus, 1896
- E. amazonum Rothschild, 1912
- E. antonia Druce, 1906
- E. aoris Möschler, 1877
- E. apicalis Walker
- E. appunctata Dognin, 1892
- E. archias Stoll, 1790
- E. arenosa Butler, 1877
- E. argutum Draudt, 1931
- E. aroa Schaus, 1894
- E. arpi Travassos, 1952
- E. assutum Draudt, 1917
- E. atratum Rothschild, 1912
- E. atriguttum Druce, 1905
- E. bipuncta Gaede, 1926
- E. brunnea Hampson, 1903
- E. buchwaldi Rothschild, 1912
- E. capsicum Schaus
- E. casca Dognin, 1894
- E. cimonis Schaus, 1910
- E. cincta Schaus, 1896
- E. clementsi Schaus, 1892
- E. coenobita Möschler, 1886
- E. coeruleocaput Rothschild, 1912
- E. colimae Draudt, 1931
- E. colombiae Draudt, 1917
- E. complicatum Butler, 1877
- E. compositum Draudt, 1915
- E. confinis Herrich-Schäffer, 1855
- E. consorta Schaus, 1910
- E. conspicuum Rothschild, 1912
- E. costulatum Herrich-Schäffer, 1855
- E. crambidinum Draudt, 1917
- E. cyneburge Schaus, 1924
- E. chalcodon Druce, 1893
- E. chloraenoma Hampson, 1914
- E. chosica Schaus, 1924
- E. darantasia Druce, 1895
- E. davidi Dognin, 1889
- E. dentatum Schaus
- E. discolor Walker, 1856
- E. displicatum Draudt, 1931
- E. distractum Draudt, 1931
- E. dorsipuncta Hampson, 1905
- E. duthaca Schaus, 1924
- E. ecuadoris Draudt, 1915
- E. erythrolepis Dyar, 1910
- E. exile Strand, 1912
- E. exprata Dognin, 1920
- E. facundum Draudt, 1917
- E. fassli Draudt, 1915
- E. flavicincta Schaus, 1905
- E. flemmingi Rothschild, 1912
- E. formosum Dognin, 1905
- E. fosteri Rothschild, 1912
- E. fuscobruneum Rothschild, 1912
- E. fuscoirroratum Rothschild, 1912
- E. guacolda Poey, 1832
- E. hagmanni Travassos, 1902
- E. hampsoni Rothschild, 1912
- E. hoegei Druce, 1884
- E. hoffmannsi Rothschild, 1912
- E. hyalinum Kaye, 1901
- E. ignota Druce, 1906
- E. imprimata Walker, 1864
- E. imriei Druce, 1894
- E. incospicuum Lathy, 1899
- E. ino Druce, 1900
- E. intranotatum Dognin, 1900
- E. irrorata Schaus, 1904
- E. ladas Schaus, 1892
- E. latifascia Walker, 1856
- E. leopardinum Draudt, 1915
- E. leprota Druce, 1905
- E. leria Druce, 1897
- E. lerioides Schaus, 1901
- E. lineata Dognin, 1889
- E. lutetia Druce, 1884
- E. lutulentum Möschler, 1877
- E. lychnis Zerny, 1931
- E. maja Druce, 1884
- E. marcata Schaus, 1901
- E. marmoratum Butler, 1877
- E. maternum Zerny, 1931

- E. mathani Schaus, 1901
- E. mediocris Talbot, 1928
- E. melanoperas Hampson, 1898
- E. metaloba Hampson, 1909
- E. metathoracica Hampson, 1919
- E. metoidesis Hampson, 1905
- E. minuta Druce, 1884
- E. moeschleri Rothschild, 1912
- E. myrina Druce, 1884
- E. myrtusa Druce, 1884
- E. nebulosum Dognin, 1889
- E. nervulum Rothschild, 1912
- E. nigripalpis Gaede, 1926
- E. nubilosum Rothschild, 1912
- E. obliquifascia Rothschild, 1912
- E. obscura Möschler, 1872
- E. ockendeni Druce, 1906
- E. ochrota Hampson, 1905
- E. olivaceum Gaede, 1926
- E. pagina Hampson, 1914
- E. parambae Rothschild, 1912
- E. parascyton Hampson, 1914
- E. patrona Schaus, 1896
- E. patula Dognin, 1911
- E. perplicatum Draudt, 1917
- E. perstriata Hampson, 1909
- E. phaeoleuca Dognin, 1916
- E. phaeophlebia Hampson, 1907
- E. phaeoproctum Hampson, 1898
- E. pica Walker, 1855
- E. picoides Rothschild, 1912
- E. pilatii Walker, 1854
- E. pittieri Schaus, 1928
- E. plumbicollum Hampson, 1898
- E. pometina Druce, 1894
- E. pseudarchias Hampson, 1898
- E. pseudocasca Rothschild, 1912
- E. punctata Guérin-Meneville, 1844
- E. relegatum Schaus, 1911
- E. reniferum Hampson, 1898
- E. resina Druce, 1900
- E. reticulatum Butler, 1877
- E. rogersi Druce, 1884
- E. rosa Walker, 1854
- E. rosenbergi Rothschild, 1912
- E. rosina Walker, 1854
- E. rubroanale Rothschild, 1912
- E. ruficollis Lathy, 1899
- E. rufidorsalis Rothschild, 1912
- E. rufipes Rothschild, 1912
- E. sadana Druce, 1906
- E. sarisa Draudt, 1917
- E. scyton Cramer, 1777
- E. seitzi Draudt, 1917
- E. sericeum Zerny, 1931
- E. servator Kaye, 1914
- E. setosa Sepp, 1848
- E. simile Draudt, 1915
- E. sordidescens Rothschild, 1912
- E. steinbachi Rothschild, 1912
- E. striata Druce, 1889
- E. strix Rothschild, 1912
- E. surcata Dognin, 1897
- E. sylvius Stoll, 1790
- E. taperinhae Dognin, 1923
- E. tarona Hampson, 1898
- E. tenellulum Schaus, 1910
- E. tesselatum Schaus, 1910
- E. testaceum Druce, 1900
- E. theophanes Schaus, 1924
- E. tigrata Herrich-Schäffer, 1855
- E. tigrisoma Rothschild, 1912
- E. tripunctatum Druce, 1884
- E. varia Walker, 1854
- E. velutinum Schaus, 1896
- E. venosa Schaus, 1910
- E. vestalis Schaus, 1892
- E. xanthoperas Hampson, 1898
- E. zamorae Dognin, 1894
- E. zephyrum Schaus, 1910
- E. zizana Dognin, 1897